# Municipalità locale di Mtubatuba
Mtubatuba è una municipalità locale (in inglese Mtubatuba Local Municipality) appartenente alla municipalità distrettuale di Umkhanyakude della provincia di KwaZulu-Natal in Sudafrica. 
In base al censimento del 2001 la sua popolazione è di 33.610 abitanti.
La sede amministrativa e legislativa è la città di Mtubatuba e il suo territorio si estende su una superficie di 496 km² ed è suddiviso in 5 circoscrizioni elettorali (wards). Il suo codice di distretto è KZN275.

## Geografia fisica

### Confini
La municipalità locale di Mtubatuba confina a nord e a est con il District Management Areas KZDMA27, a sud con quella di Mbonambi (UThungulu) e a ovest con quella di Hlabisa.

### Città e comuni
- Dukuduku
- Dukuduku State Forest
- Honeydale
- Mpukunyoni
- Msane
- Mtubatuba
- Nyalazi State Forest
- River View
- St. Lucia
- St Lucia Estuary
- Sokhulu

### Fiumi
- Msunduzi

### Laghi
- Lake St Lucia